# Klaver-roetstreepzwammetje
Het klaver-roetstreepzwammetje (Polythrincium trifolii) is een schimmel die behoort tot de familie Mycosphaerellaceae. Deze biotrofe parasiet komt voor op klaver (Trifolium). Een klaver aangetast door deze schimmel is giftig voor vee.

## Kenmerken
Teleomorf
Aan de onderzijde van klaverblad vormen zich zwarte vlekken met een diameter van 1 millimeter, die min of meer in elkaar overlopen. Op de plekken zitten conidia op kurkentrekkerachtige getwiste dragers. Ze zijn tweecellig en meten 20 tot 24 × 9 tot 12 µm. Pseudothecia vormen op dode bladeren na overwintering.
Anamorf
Asci 8-sporig, knotsvormig en meten 50-55 x 20-30 µm. Ascosporen zijn hyaliene tot lichtgeel of lichtbruin, knotsvormig tot spoelvormig-ellipsoïdaal, recht of ongelijkzijdig, 1-septaat, de bovenste cel iets langer en breder dan de onderste, dunwandig, glad, zonder een gelatineuze omhulling of aanhangsels en meten 20-26 x 8-9 µm.

## Verspreiding
In Nederland komt het klaver-roetstreepzwammetje zeldzaam voor. Het staat niet op rode lijst.